# Belo Horizonte
Belo Horizonte è una città del Brasile, capitale dello stato del Minas Gerais dal 1897, anno in cui venne ultimata la sua costruzione, su progetto dell'ingegnere Aarão Reis. Circa il 30% dei cittadini di Belo Horizonte sono oriundi italiani. La città si sviluppa sulla sponda sinistra del Rio das Velhas. Statisticamente fa parte della mesoregione Metropolitana di Belo Horizonte e della microregione di Belo Horizonte.
È la prima città brasiliana costruita su progetto, anche se nelle idee originarie non avrebbe dovuto superare i 200 000 abitanti. Nel 2010 Belo Horizonte aveva 2 375 151 abitanti, raggiungendo i 4 883 970 abitanti nell'intera regione metropolitana.
La città è un importante centro economico, industriale, commerciale e culturale: molte aziende brasiliane e multinazionali hanno i loro uffici a Belo Horizonte, come Google e Denso. La FIAT ha fabbriche nei sobborghi vicini (FIASA-Auto a Betim, Iveco a Sete Lagoas, CNH-trattori a Contagem, Magneti Marelli) e il suo quartier generale FIAT do Brasil in Nova Lima, nelle immediate vicinanze della città. L'area metropolitana di Belo Horizonte è sede di una scuola italiana, la Fundaçao Torino.

## Zone e quartieri
Belo Horizonte è divisa in 9 zone:

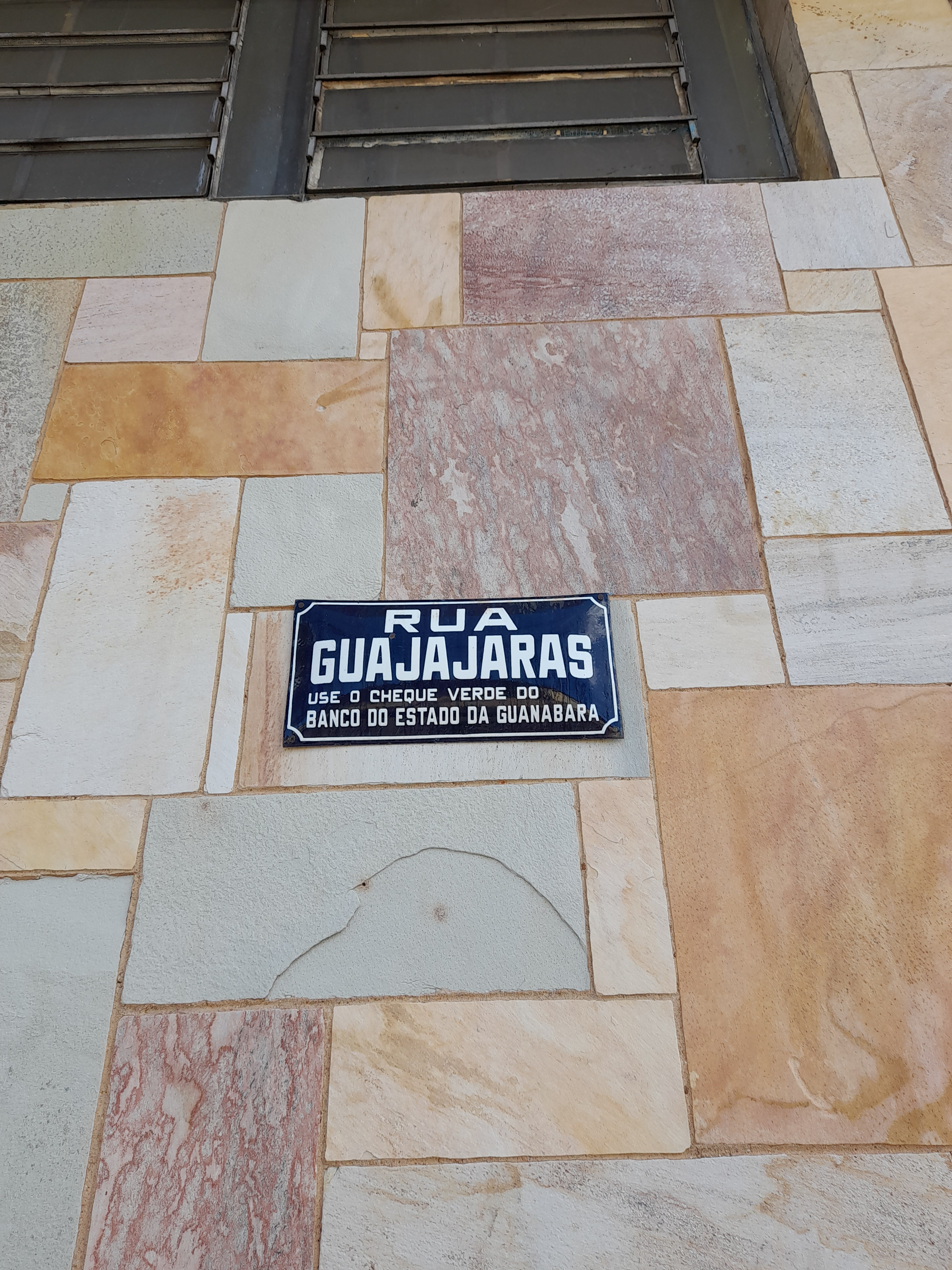
Rua Guajajaras

- Zona Centro-Sul (Dentro questa zona ci sono quasi 50 quartieri divisi in 5 territori)
Territorio nº 1: Barro Preto, Boa Viagem, Carlos Prates, Centro, Floresta, Funcionários, Lourdes, Santa Efigênia, Santo Agostinho e Savassi.
Territorio nº 2: Anchieta, Belvedere, Carmo, Comiteco, Cruzeiro, Mangabeiras, São Lucas, Novo São Lucas, Serra e Sion.
Territorio nº 3: Acaba Mundo, Baleia, Fazendinha, Marçola, N.Sr.ªda Aparecida, N.Sr.ª da Conceição, N.Sr.ª de Fátima, N.Sr.ª do Rosário, Pindura Saia, Santa Isabel, Santana do Cafezal, Vila FUMEC e Vila Novo São Lucas.
Territorio nº 4: Cidade Jardim, Coração de Jesus, Luxemburgo, Santa Lúcia, Santo Antônio, São Bento, São Pedro e Vila Paris.
Territorio nº 5: Ápia, Conj. Santa Maria, Estrela, Mala e Cuia, Monte São José, Santa Rita de Cássia, Vila Bandeirantes e Vila Barragem Santa Lúcia.
- Zona Pampulha
Aeroporto, Alípio de Melo, Bandeirantes, Bispo de Maura, Braúnas, Campus UFMG, Castelo, Confisco, Conjunto Celso Machado, Conjunto Lagoa, Conjunto São Francisco de Assis, Dona Clara, Engenho Nogueira, Garças, Indaiá, Itapoã, Itatiaia, Jaraguá, Jardim Alvorada, Jardim Atlântico, Jardim São José, Liberdade, Manacás, Nova Pampulha, Novo Ouro Preto, Ouro Preto, Paquetá, Santa Amélia, Santa Branca, Santa Rosa, Santa Terezinha, São Francisco, São José, São Luíz, Serrano, Suzana, Trevo, Unidas, Universitário, Urca, Vila Aeroporto Jaraguá, Vila Antena Montanhês, Vila Engenho Nogueira, Vila Jardim Alvorada, Vila Jardim Montanhês, Vila Jardim São José, Vila Paquetá, Vila Real Primeira Seção, Vila Real Segunda Seção, Vila Rica, Vila Santa Rosa, Vila Santo Antônio, Vila Santo Antônio Barroquinha, Vila São Francisco, Vila Suzana Primeira Seção, Vila Suzana Segunda Seção, Xangri-lá.
- Zona Noroeste
- Zona Oeste
- Zona Barreiro
- Zona Venda Nova
- Zona Norte
- Zona Nordeste
- Zona Leste

## Clima
| Belo Horizonte      | Mesi | Mesi | Mesi | Mesi | Mesi | Mesi | Mesi | Mesi | Mesi | Mesi | Mesi | Mesi | Stagioni | Stagioni | Stagioni | Stagioni | Anno  |
| Belo Horizonte      | Gen  | Feb  | Mar  | Apr  | Mag  | Giu  | Lug  | Ago  | Set  | Ott  | Nov  | Dic  | Inv      | Pri      | Est      | Aut      | Anno  |
| ------------------- | ---- | ---- | ---- | ---- | ---- | ---- | ---- | ---- | ---- | ---- | ---- | ---- | -------- | -------- | -------- | -------- | ----- |
| T. max. media (°C)  | 28,5 | 28,3 | 27,5 | 26,1 | 24,7 | 24,3 | 25,2 | 26,4 | 27,3 | 27,5 | 27,2 | 27,0 | 27,9     | 26,1     | 25,3     | 27,3     | 26,7  |
| T. min. media (°C)  | 17,3 | 17,0 | 16,4 | 14,4 | 11,8 | 10,0 | 10,2 | 12,3 | 14,8 | 16,3 | 17,0 | 16,1 | 16,8     | 14,2     | 10,8     | 16,0     | 14,5  |
| Precipitazioni (mm) | 278  | 173  | 159  | 61   | 27   | 13   | 13   | 11   | 39   | 120  | 226  | 310  | 761      | 247      | 37       | 385      | 1 430 |

## Economia

### Turismo
Non sono molte ma di valore le attrattive turistiche: ideata per essere una città-giardino, all'interno di Belo Horizonte si trovano molti parchi e aree verdi; su tutti spicca il lago artificiale di Pampulha, fatto costruire negli anni quaranta su impulso dell'allora sindaco Juscelino Kubitschek insieme all'omonimo quartiere. Quasi in riva al lago spicca la chiesa di S. Francesco d'Assisi, ideata dall'architetto brasiliano Oscar Niemeyer, forse il monumento più celebre del complesso moderno della Pampulha, riconosciuto dal 2016 come Patrimonio dell'umanità dall'UNESCO.
È la città brasiliana con la più grande concentrazione di bar, essendo la maggior parte di loro localizzata nella zona sud, in particolare nel ricco e moderno (però ancora tradizionale) quartiere Savassi, nome dovuto a un antico panificio italiano nella zona.
Nonostante non sia una città prettamente turistica, Belo Horizonte costituisce un ottimo punto di partenza per visitare le splendide città coloniali nei dintorni, ad esempio Ouro Preto e Sabará.

## Cultura

### Istruzione
A Belo Horizonte hanno sede l'Università federale del Minas Gerais, fondata nel 1927, l'Università statale del Minas Gerais, fondata nel 1989, e SKEMA Business School.

## Infrastrutture e trasporti

### Autobus
Si dispone di un gran numero di linee che collegano le diverse zone della città.
Dal 2014 è iniziato il sistema di trasporto rapido BRT/MOVE. È stato creato per i principali corridoi della città.

### Metropolitana
A Belo Horizonte esiste soltanto un'unica linea di metropolitana fondata nel 1986. Il sistema è operato dalla CBTU (Companhia Brasileira de Trens Urbanos).

### Aeroporti
Belo Horizonte è servita da tre aeroporti:
- Aeroporto Internazionale Tancredo Neves o semplicemente Aeroporto de Confins è dedicato ai voli internazionali e nazionali. È situato nella città di Lagoa Santa e Confins, a 38 chilometri da Belo Horizonte ed è stato aperto nel 1984.
- Aeroporto Carlos Drummond de Andrade, noto come Aeroporto da Pampulha, viene inaugurato nel 1933 ed è dedicato ai voli nazionali.
- Aeroporto Carlos Prates è stato inaugurato nel 1944 ed è dedicato all'aviazione generale.

### Strade
La città è collegata con il resto del Minas Gerais e tutto il Brasile da una serie di autostrade. Le principali sono la BR-040 (che collega Belo Horizonte a Rio de Janeiro - in direzione sud - e anche a Brasilia - in direzione nordovest), la BR-262, che inizia nello stato di Espírito Santo e finisce nello stato di Mato Grosso do Sul, attraversando il Minas Gerais da ovest a est, e la BR-381 (che collega Belo Horizonte a São Paulo).

## Sport
Le principali squadre di calcio della città sono:
- Atlético Mineiro, fondato nel 1908
- Cruzeiro. Fondato nel 1921[12] attraverso gli sforzi della comunità italiana a Belo Horizonte col nome di Società Sportiva Palestra Italia. L'attuale denominazione (omaggio al maggior simbolo patrio) risale al 1942, allorquando fu proibito l'uso di termini che riguardassero l'Italia. Anche la divisa, da verde e rossa (riferimento alla bandiera italiana) ha cambiato colore nell'attuale blu e bianco.
- América Futebol Clube, fondato nel 1912

## Amministrazione

### Gemellaggi
- Lisbona
- Minsk
- Granada
- Chimbote
- Torino